# Londža
Londža – rzeka w Chorwacji, dopływ Orljavy (dorzecze Sawy). Jej długość wynosi 46,6 km.
Płynie przez Slawonię. Powierzchnia jej dorzecza wynosi 561,5 km². Wypływa na zboczach Krndiji. Następnie płynie przez Kotlinę Pożeską. Jej głównymi dopływami są Kutjevačka, Struga i Vrbova. Do Orljavy wpada nieopodal Pleternicy.